# Oruza narabuta
Oruza narabuta là một loài bướm đêm trong họ Erebidae.